# Daniel Périault
Pour les articles homonymes, voir Périault.
Daniel Périault, né le 16 avril 1946 à Rennes, est un joueur et un entraîneur de football français. Après une carrière de défenseur au Stade rennais, il entraîne plusieurs clubs du sud de la France, notamment l'US Canet et le Rodez AF.

## Carrière
Né à Rennes, Daniel Périault fait ses débuts de footballeur à dix ans, au Stade rennais. C'est avec ce club qu'il franchit tous les échelons jusqu'à passer professionnel en 1968. Arrière latéral, il fait ses débuts en Division 1 le 3 septembre 1968 à l'occasion d'un match face à Nîmes. Ses premières années professionnelles sont cependant marquées par un temps de jeu réduit, en raison de la forte concurrence que lui imposent Alain Cosnard et Louis Cardiet, les deux titulaires aux postes de latéraux. Il ne dispute ainsi que dix-sept matchs de championnat lors de ses trois premières saisons. En 1971, lors du parcours victorieux du Stade rennais en Coupe de France, Périault ne dispute qu'une rencontre, le huitième de finale aller disputé face à Mantes-la-Ville (1-0). La saison suivante, il dispute également un match de Coupe d'Europe des vainqueurs de coupe, rentrant en jeu face au Glasgow Rangers route de Lorient. Cette saison 1971-1972 est synonyme d'une hausse temporaire de son temps de jeu, due à un replacement occasionnel au poste d'ailier gauche sur la ligne d'attaque.
Daniel Périault doit finalement attendre 1973 et le départ de Louis Cardiet pour se voir attribuer une place de titulaire au poste de latéral gauche. Associé à Alain Cosnard, Loïc Kerbiriou et Alain Rizzo en défense, il dispute 36 matchs de Division 1 lors de la saison 1973-1974. Son avènement correspond cependant à une période plus délicate sportivement pour le Stade rennais, qui se bat contre la relégation, et finit par être relégué en Division 2 en 1975. Resté au club, Périault participe à la remontée immédiate, mais le Stade rennais est de nouveau relégué en 1977. À cette date, le club — qui doit faire face à de graves problèmes financiers — se retrouve dans l'obligation d'alléger sa masse salariale et de vendre donc ses meilleurs joueurs. Daniel Périault quitte à cette occasion le Stade rennais, alors qu'il est âgé de 31 ans.
Il choisit alors de rejoindre l'US Canet et en devient l'entraîneur, entamant du même coup sa reconversion. Daniel Périault demeure à l'USC durant quatorze années, jusqu'en 1991. Il devient ensuite l'entraîneur de l'équipe réserve du Rodez AF pendant deux ans, puis prend en main l'équipe première sur une saison et demie à partir de 1993. L'équipe ruthénoise vient alors de chuter de la Division 2 en National 2. Après quelques expériences, de nouveau au Canet puis à Aurillac qu'il dirige lors d'une saison 2000-2001 disputée en CFA, il redevient l'entraîneur principal du Rodez AF de 2001 à 2003, le temps de deux saisons disputées en CFA2. En 2008, il devient l'entraîneur de l'ES Onet-le-Château.

## Parcours en club
| Saison      | Club          | Pays   | Championnat | Championnat | Championnat | Championnat  | Championnat  | Coupe d'Europe | Coupe d'Europe | Coupe d'Europe |
| Saison      | Club          | Pays   | Division    | Matchs      | Buts        | Cartons      | Cartons      | Type           | Matchs         | Buts           |
| ----------- | ------------- | ------ | ----------- | ----------- | ----------- | ------------ | ------------ | -------------- | -------------- | -------------- |
| Saison      | Club          | Pays   | Division    | Matchs      | Buts        | Carton jaune | Carton rouge | Type           | Matchs         | Buts           |
| 1968 - 1969 | Stade rennais | France | Division 1  | 5           | 0           | ?            | ?            | -              | -              | -              |
| 1969 - 1970 | Stade rennais | France | Division 1  | 7           | 0           | ?            | ?            | -              | -              | -              |
| 1970 - 1971 | Stade rennais | France | Division 1  | 5           | 0           | ?            | ?            | -              | -              | -              |
| 1971 - 1972 | Stade rennais | France | Division 1  | 15          | 2           | ?            | ?            | C2             | 1              | 0              |
| 1972 - 1973 | Stade rennais | France | Division 1  | 9           | 0           | ?            | ?            | -              | -              | -              |
| 1973 - 1974 | Stade rennais | France | Division 1  | 36          | 0           | ?            | ?            | -              | -              | -              |
| 1974 - 1975 | Stade rennais | France | Division 1  | 24          | 0           | ?            | ?            | -              | -              | -              |
| 1975 - 1976 | Stade rennais | France | Division 2  | 34          | 0           | ?            | ?            | -              | -              | -              |
| 1976 - 1977 | Stade rennais | France | Division 1  | 24          | 1           | ?            | ?            | -              | -              | -              |

## Palmarès
- 1971 : Vainqueur de la Coupe de France avec le Stade rennais
- 1976 : Vice-champion de France de Division 2 avec le Stade rennais